# 卡奇瓦
卡奇瓦（Kachhwa），是印度北方邦Mirzapur县的一个城镇。总人口14712（2001年）。

## 人口
该地2001年总人口14712人，其中男性7885人，女性6827人；0—6岁人口2349人，其中男1284人，女1065人；识字率56.78%，其中男性为66.42%，女性为45.66%。